# Estación de Hecelchakán
Hecelchakán fue una estación de trenes que se encuentra en Hecelchakán, Campeche. La estación contó con una oficina para el jefe de Estación y bodegas. La estación fue remodelada en el 2020 para crear Centro Integrador del Bienestar.